# Осиновка (приток Лобани)
Осиновка — река в России, протекает в Немском и Кильмезском районах Кировской области. Устье реки находится в 100 км по правому берегу реки Лобань. Длина реки составляет 14 км, площадь водосборного бассейна 68,8 км².
Исток реки в лесном массиве в урочище Орехово в 13 км к юго-востоку от посёлка Нема. Река течёт на восток по ненаселённому лесному массиву. Впадает в Лобань в деревне Осиновка (Рыбно-Ватажское сельское поселение).

## Данные водного реестра
По данным государственного водного реестра России относится к Камскому бассейновому округу, водохозяйственный участок реки — Вятка от водомерного поста посёлка городского типа Аркуль до города Вятские Поляны, речной подбассейн реки — Вятка. Речной бассейн реки — Кама.
По данным геоинформационной системы водохозяйственного районирования территории РФ, подготовленной Федеральным агентством водных ресурсов:
- Код водного объекта в государственном водном реестре — 10010300512111100039795
- Код по гидрологической изученности (ГИ) — 111103979
- Код бассейна — 10.01.03.005
- Номер тома по ГИ — 11
- Выпуск по ГИ — 1